# Katerina Gregos
Katerina Gregos (griechisch Κατερίνα Γρέγου, geb. 1967 in Athen) ist eine griechische Kuratorin.

## Leben
Gregos absolvierte ihr Studium am Courtauld Institute of Art, dem King’s College London sowie der City, University of London. Ihr beruflicher Werdegang begann als Mitbegründerin und Kuratorin des Centre for Contemporary Art der DESTE Foundation in Athen. Im Jahr 2006 übernahm sie die Position der künstlerischen Leiterin des Argos Centre for Audiovisual Arts in Brüssel. Von 2012 bis 2016 leitete Gregos die Kunstmesse Art Brussels, bevor sie sich verstärkt ihrer Tätigkeit als unabhängige Kuratorin widmete. Zu ihren Projekten zählt die Kuratierung der Ersten Riga International Biennial of Contemporary Art sowie der Fünften Thessaloniki Biennial in Griechenland. Im Mai 2021 wurde Gregos zur künstlerischen Direktorin des Nationalen Museum für Zeitgenössische Kunst (EMST) in Athen ernannt, wo sie ihre Arbeit fortsetzt.

## Wirken
Gregos ist für ihre sozial und politisch geprägte kuratorische Praxis bekannt, die sich intensiv mit Themen wie Demokratie, Menschenrechten und Ökologie auseinandersetzt. Ihr Stil zeichnet sich durch eine Politik der Sichtbarmachung und Repräsentationsgerechtigkeit aus, wie ihre aktuelle Ausstellung „What if Women Ruled the World?“ im EMST demonstriert. Gregos kuratierte zahlreiche internationale Ausstellungen, darunter die Riga Biennial, die Göteborg Biennial 2013 und Manifesta 9. Zudem verantwortete sie die nationalen Pavillons Dänemarks, Belgiens und Kroatiens bei der Venedig Biennale. Für ihre Arbeit bei Art Brussels führte sie innovative kuratorische Programme ein und etablierte Kooperationen mit dem Flanders Art Institute. Ihre Ausstellungen sind oft von historischen Kontexten und einer Auseinandersetzung mit aktuellen gesellschaftlichen Fragestellungen geprägt. Gregos erhielt mehrere Anerkennungen für ihre Beiträge zur zeitgenössischen Kunstszene.